# Dracunculus medinensis
Dracunculus medinensis ili gvinejski crv tkivna je nematoda raširena u mnogim dijelovima Azije (Indija, Arapski poluotok) i ekvatorijalne zapadne i središnje Afrike, u područjima s izvorima slatke vode gdje se godišnje razboli 5 do 10 milijuna ljudi. Drakunkulus ima dva domaćina - čovjek i slatkovodni račić iz roda Cyclops. Bolest uzrokuje ženka.

## Životni ciklus
Životni ciklus teče na sljedeći način: čovjek se zarazi pijući vodu u kojoj se nalazi mali slatkovodni račić iz roda Cyclops u kojem se nalazi ličinka D. medinensis. Račić ugine u želucu, a iz njega izađu ličinke koje se probiju u retroperitonej gdje dozrijevaju u adulte (ženka dugačka 50 do 100 cm, a mužjak mnogo kraći). Potom kopuliraju nakon čega mužjak ugine, a ženka migrira u potkožno tkivo, obično u donje udove. Trudna ženka uzrokuje nakon oko godinu dana od početka infekcije stvaranje čvorića te ulkusa na površini kože, a kad ulkus dođe u dodir sa slatkom vodom, iz uterusa izlaze ličinke koje u vodi nađu račića i u njemu završavaju svoj razvoj stadija ličinke. Kad trudna ženka ispusti sve ličinke, povuče se u tkivo i ondje ugine.

## Klinička slika i liječenje
Kliničke tegobe počinju kad ženka stvara čvorić koji ulcerira. Na tom mjestu nastaju bol i nastaje oteklina, a može doći i do sekundarne bakterijske infekcije. U liječenju je važno odstraniti parazita što je u prijašnjim vremenima (a i sada katkad u endemskim krajevima) bilo rađeno tako da se crv namotao na štapić i tako izvlačio iz tkiva. Danas se to obično radi kirurškim putem. U liječenju se koristi i mebendazol. Neki znanstvenici tvrde kako starogrčki simbol medicinskog umijeća, Asklepijev štap nekoć predstavljao crva omotanog oko štapa. Crv je pogrešno zamijenjen zmijom u srednjem vijeku te je od tada umjesto crva simbol postao poznat kao štap s omotanom zmijom. 

Prevencija širenja drakunkuloze provodi se edukacijom o upotrebi pitke vode samo za piće, a ne za istodobno kupanje i pranje rublja, zatim tretiranjem vode kemijskim sredstvima koja uništavaju račića (ili ubacivanjem u tu vodu riba koje se hrane tim račićem), odnosno prokuhavanjem vode za piće što je sve zajedno dovelo do znatne redukcije ove infekcije u svijetu. 